# Tajemnice Atari
Tajemnice Atari – miesięcznik poświęcony komputerom Atari, początkowo tylko 8-bitowym, później również i 16-bitowym.

## Zawartość
Pismo zawierało opisy sprzętu, kursy programowania, relacje ze zlotów Copy Party, ciekawostki, porady dla majsterkowiczów oraz opisy gier. Drukował również listingi oprogramowania do samodzielnego wpisania.